# Мазурское сражение (1914)
Мазурское сражение — сражение между русскими и германскими войсками во время Первой мировой войны 7-14 сентября 1914 года, завершившееся победой германских армий и отходом русских войск из Восточной Пруссии.

## Ход сражения
После поражения и отхода 2-й армии генерала А. В. Самсонова все силы 8-й германской армии были сосредоточены против 1-й армии генерала П. К. Ренненкампфа, которая занимала район севернее Мазурских озёр.
Германское Верховное командование распорядилось бросить все силы сосредоточенные в Восточной Пруссии против 1-й русской армии. Армия Ренненкампфа закрепилась на достигнутых в ходе наступления рубежах, но у неё был растянут левый фланг, который решениями штаба Северо-Западного фронта должен был быть прикрыт вновь созданной 10-й армией. Три корпуса назначенные в состав 10-й армии начали сосредотачиваться за левым флангом армии Ренненкампфа, но германские войска упредили 10-ю армию в сосредоточении и нанесли удар в стык между 1-й и 10-й армиями. 
План германского командования состоял в том, чтоб смять слабый левый фланг 1-й русской армии, прижать её к побережью и там уничтожить. Наступление началось 25 августа (7 сентября), а 9 сентября 1914 года германские войска смогли прорвать оборону русских частей на левом фланге. Прорвавшись, они поставили под удар весь левый фланг армии П. К. Ренненкампфа и обходным движением стали заходить ей в тыл. Против 16 расчётных дивизий немцев, собранных для наступления против 1-й армии, у Ренненкампфа было 10,5 дивизий в первой линии и 3 второочередных дивизии подводились из тыла. Особенно ощутимым было превосходство противника в артиллерии. Поняв, что главный удар немцев будет наноситься на левом фланге Ренненкампф предусмотрительно рокировал на угрожаемый участок 20-й армейский корпус и все свои резервы. Это позволило парировать охватывающий манёвр немцев, бросивших в обход 5 пехотных и 2 кавалерийских дивизии.
10 сентября 1914 года русским войскам был дан приказ к отступлению из Восточной Пруссии. Германские войска, в свою очередь, обладая большим численным превосходством, действовали нерешительно, подвергаясь многочисленным контратакам и опасаясь контрудара русских. Нерешительность германских войск и упорное сопротивление и стойкость арьергардных русских частей позволили 1-й русской армии выйти из-под удара 8-й германской армии и избежать окружения. 13 сентября 1-й армия Ренненкампфа отошла за Средний Неман.

## Итоги сражения
14 сентября 1914 г. Мазурское сражение завершилось, а вместе с ней и вся Восточно-Прусская операция 1914 г. Германцы (по их данным) потеряли в Мазурском сражении 14 тысяч человек убитыми, ранеными и пленными, точные потери 1-й русской армии в этом сражении не установлены, но они были выше германских и находились на уровне 15-20 тысяч человек убитыми, раненными и пленными. В ходе отступления армия потеряла свыше 80 орудий.
Эта битва является важной частью Восточно-Прусской операции 1914 г..
В результате Мазурского сражения план командования 8-й германской армии по окружению и разгрому 1-й русской армии провалился. Русские войска были просто вытеснены с территории Германской империи.

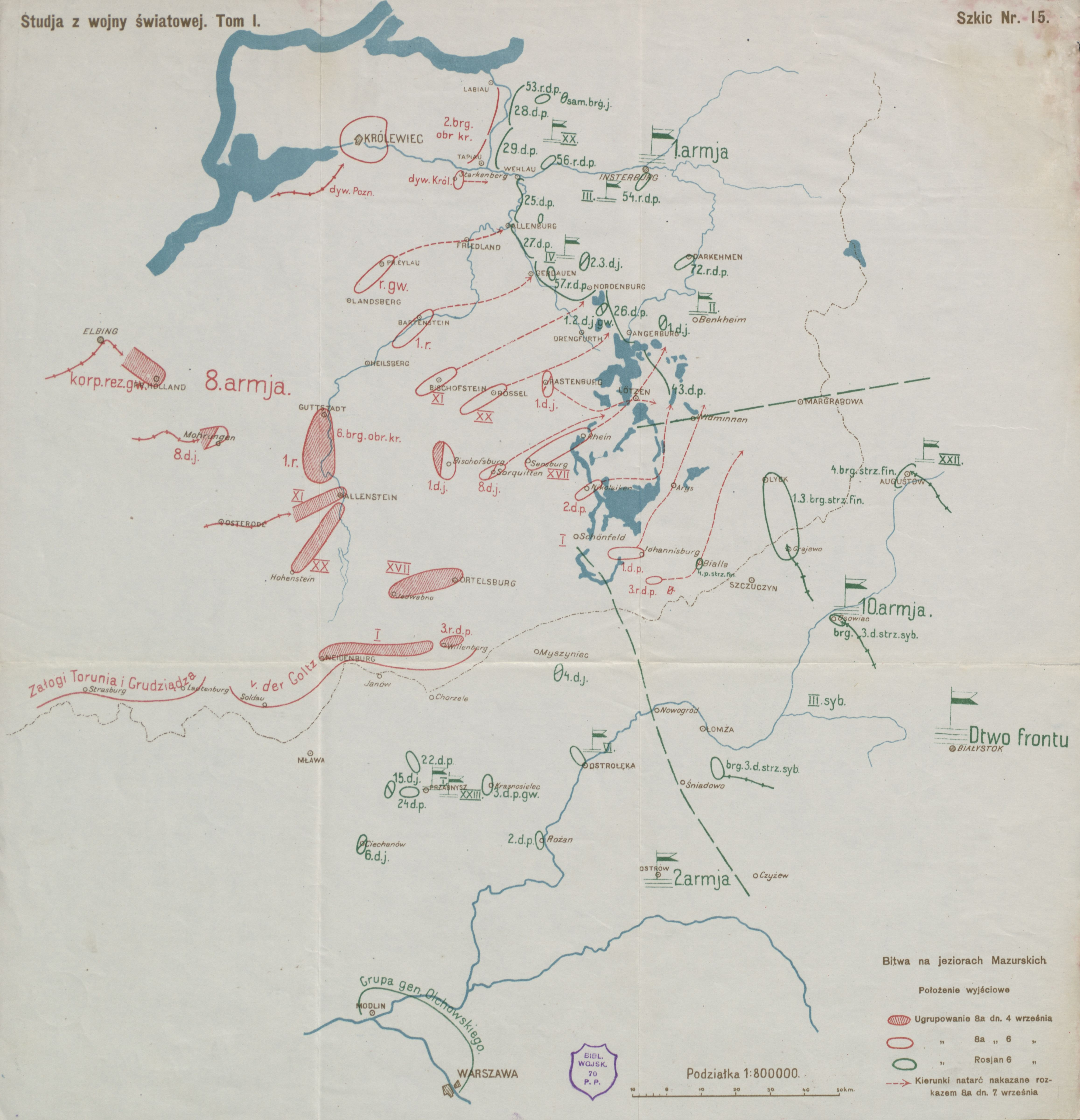
Битва 4 сентября – 7 сентября 1914 года (источник: Государственный Архив в Познани)
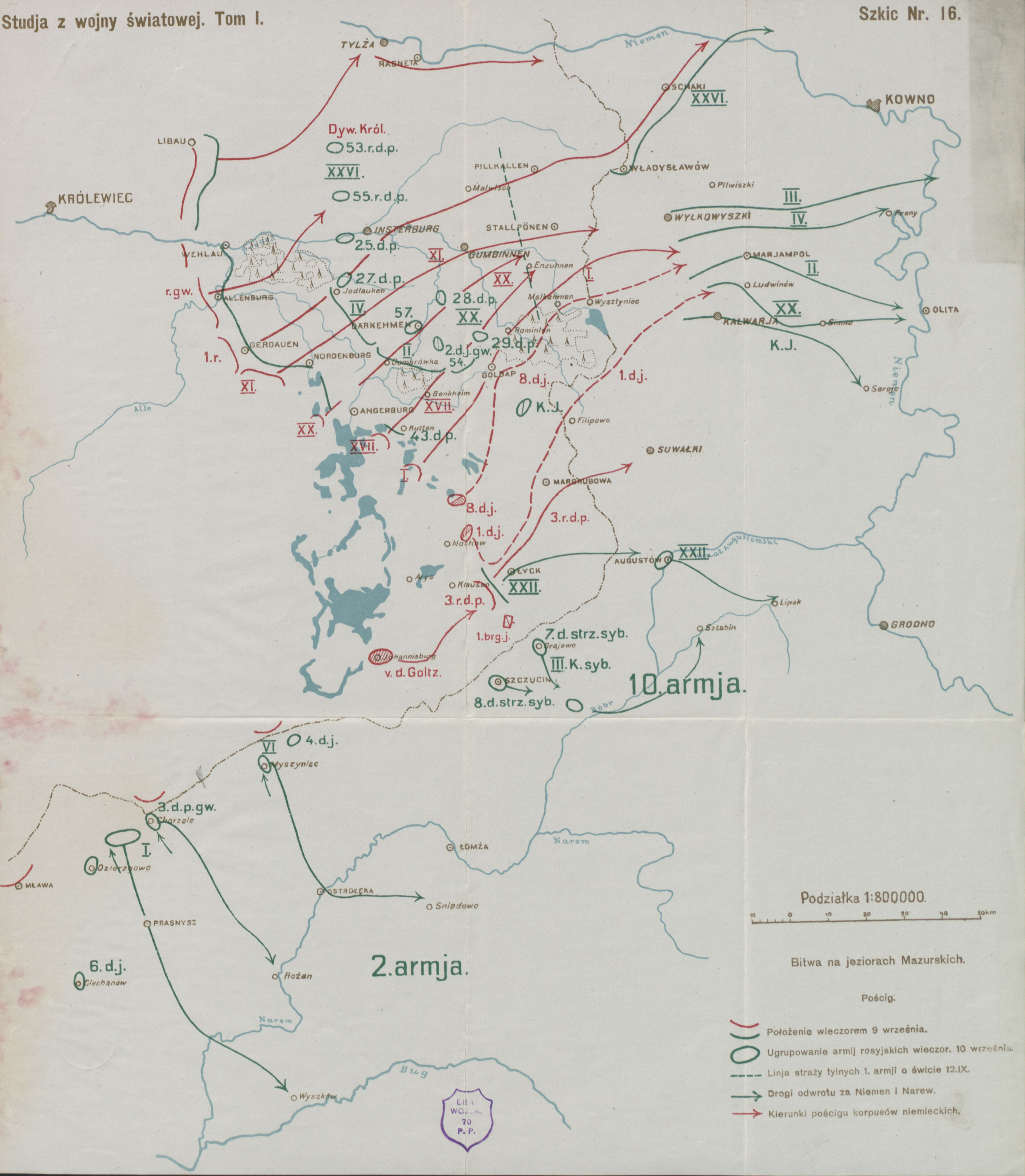
Битва 9 сентября – 12 сентября 1914 года (источник: Государственный Архив в Познани)